# Mike Friedrich
Pour les articles homonymes, voir Friedrich.
John Michael Friedrich dit Mike Friedrich (né le 27 mars 1949 dans le comté d'Alameda en Californie) est un scénariste de bande dessinée et éditeur américain. Actif dans les comic books de super-héros, il a travaillé pour Marvel comme pour DC Comics, et a été un précurseur dans l'auto-édition de comic book avec Star Reach (1974-1979).
Membre de la Graphic Artists Guild (en), il en a été président en 2000. Créateur du festival WonderCon en 1987 avec Joe Field, il l'a animé jusqu'à sa revente à Comic-Con International en 2001.

## Récompense
- 1980 : Prix Inkpot
- 2019 : Prix Bill-Finger

### Documentation
- Interview dans Comic Book Artist vol. 2, n°2, été 2003.